# فيرونيكا بوفون
فيرونيكا بوفون (بالإيطالية: Veronica Buffon)‏ لاعبة كرة طائرة دولية إيطالية، لعبت لنادي كارارا ونادي فيورانو ونادي بريكا بوستو أرسيتسيو، منها ناديسيريو، كما تمتلك شركة عقارات مع شقيقها جانلويجي بوفون، حارس مرمى إيطاليا الشهير.

## سيرتها
ولدت فيرونيكا عام 1975 في كارارا في اقليم توسكانا الإيطالي، ونشأت في اسرة رياضية، والتحقت بنادي كارارا لكرة الطائرة، وتم تصنيفها ضمن قائمة أفضل 10 لاعبات كرة طائرة في إيطاليا في تلك الحقبة. ولعبت فيرونيكا للعديد من الأندية ابرزها نادي بافاللو ونادي فيورانو ونادي فوتورا الذي لعبت في صفوفه حتى اعلنت اعتزالها عام 2003.

## انظر ايضاً
جان لويجي بوفون